# Selaginella victoriae
Selaginella victoriae är en mosslummerväxtart som beskrevs av Moore. Selaginella victoriae ingår i släktet mosslumrar, och familjen mosslummerväxter. Inga underarter finns listade i Catalogue of Life.